# Pier Francesco Mazzucchelli

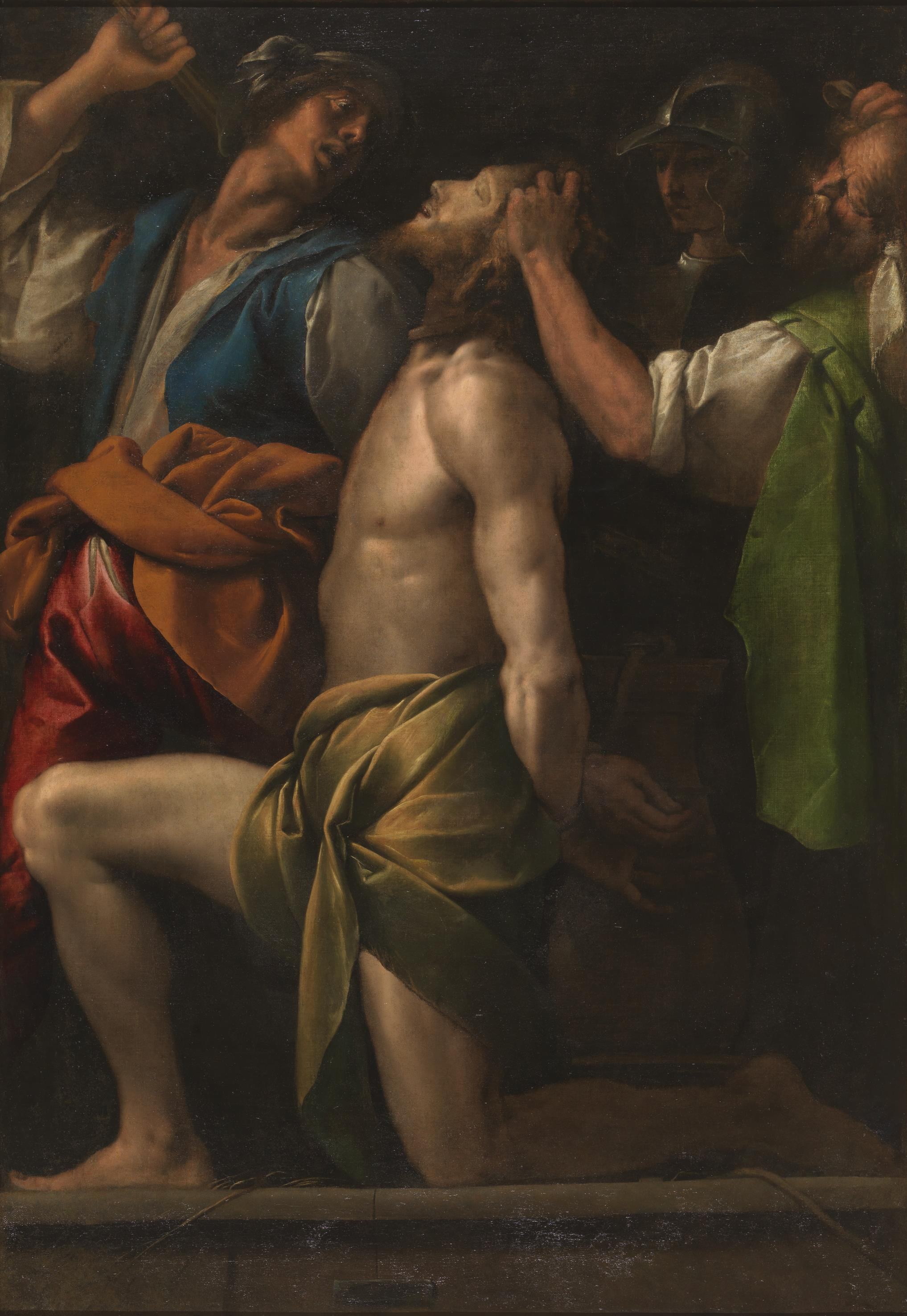
La Flagelación de Cristo, óleo sobre lienzo, 167 x 116 cm, Madrid, Museo del Prado.

Pier Francesco Mazzucchelli llamado Morazzone (Morazzone, 1573 – Piacenza, 1626) fue un pintor tardomanierista italiano, del grupo de los pintores lombardos calificados por Roberto Longhi como post-manieristas o pre-barrocos, en los que se aúnan las corrientes contrarreformistas promovidas por Carlos Borromeo, un incipiente naturalismo y el clasicismo romano.

## Biografía
Trasladado a Roma en su infancia, se formó con Ventura Salimbeni y recibió la influencia del Caballero de Arpino, como se aprecia en la única de sus obras romanas conservadas: los frescos de la capilla de la Concepción en San Silvestro. En septiembre de 1598 se le documenta en Varese, tras escapar de Roma, según las fuentes antiguas, por una disputa por cuestión de mujeres que puso en riesgo su vida y, aunque no se ha confirmado documentalmente, sí consta su implicación en un proceso del que salió herido un tal Alessandro del Rio. Poco más tarde casó con Anna Castiglioni, de una distinguida familia de Morazzone, con quien tuvo ocho hijos. De 1602 a 1610 trabajó en la decoración de tres capillas del Sacro Monte de Varallo (Jesús condenado a muerte, Ecce Homo y Subida al Monte Calvario). Aquí tuvo la oportunidad de estudiar la obra de Gaudenzio Ferrari, cuyo realismo dramático y popular se convertiría en lo sucesivo en pilar fundamental de su pintura, permitiéndole alejarse de los excesos retóricos del manierismo romano. En el Monte Santo de Varese, donde residió entre 1607 y 1616, pintó la capilla de la Flagelación. En estos años trabajó también en Milán (Adoración de los Magos de San Antonio Abate) y en Como, donde pintó el retablo de la iglesia de la Santísima Trinidad, el estandarte de la cofradía del Santísimo Sacramento y de San Abundio de la catedral y el luneto con la Caída de los ángeles rebeldes para la iglesia de San Giovanni Pedemonte, conservado en la Pinacoteca Cívica.  
En 1616 se encontraba en Orta San Giulio en cuyo Monte Santo decoró la capilla de la Porciúncula. El mismo año trabajó en la capilla de San Carlos Borromeo en la colegiata de Borgomanero y en años sucesivos pintó el San Carlos Borromeo en gloria de la iglesia de Santa María della Noce en Inverigo, la Virgen del Rosario de la Cartuja de Pavía y los frescos de la capilla de la Buena Muerte en la Basílica de San Gaudencio en Novara (1620). 
En sus últimos años recibió algunos encargos de la corte de Saboya, por lo que residió algún tiempo en Turín. En 1626 fue llamado a Piacenza para trabajar en los frescos de la cúpula catedralicia, que dejó inacabados al sorprenderle la muerte y fueron completados por Guercino.
Tuvo como discípulos a Isidoro Bianchi, que completó las decoraciones del castillo de Rivoli iniciadas por Mazzucchelli, los hermanos Giuseppe y Giovanni Stefano Danedi y Giovanni Paolo Recchi.